# Långtjärnen (Torps socken, Medelpad, 695301-151949)
Långtjärnen är en sjö i Ånge kommun i Medelpad och ingår i Ljungans huvudavrinningsområde. Sjön har en area på 0,0725 kvadratkilometer och ligger 297,9 meter över havet.

## Delavrinningsområde
Långtjärnen ingår i det delavrinningsområde (695098-151810) som SMHI kallar för Inloppet i Kassjön. Medelhöjden är 350 meter över havet och ytan är 17,52 kvadratkilometer. Räknas de 9 avrinningsområdena uppströms in blir den ackumulerade arean 53,63 kvadratkilometer. Kassjöån som avvattnar avrinningsområdet har biflödesordning 3, vilket innebär att vattnet flödar genom totalt 3 vattendrag innan det når havet efter 105 kilometer. Avrinningsområdet består mestadels av skog (97 procent). Avrinningsområdet har 0,25 kvadratkilometer vattenytor vilket ger det en sjöprocent på 1,4 procent.